# Spirontocaris prionota
Spirontocaris prionota is een garnalensoort uit de familie van de Hippolytidae. De wetenschappelijke naam van de soort is voor het eerst geldig gepubliceerd in 1864 door Stimpson.